# Sperata
Sperata es un género de peces actinopeterigios de agua dulce, distribuidos por ríos y lagos de Asia.

## Especies
Existen cuatro especies reconocidas en este género:
- Sperata acicularis Ferraris y Runge, 1999
- Sperata aor (Hamilton, 1822)
- Sperata aorella (Blyth, 1858)
- Sperata seenghala (Sykes, 1839)